# Теорема Фубіні
У теорії міри Теоремою Фубіні, Теоремою Тонеллі, Теоремою Тонеллі — Фубіні називається ряд пов'язаних тверджень, що зводять обчислення подвійного інтеграла на добутку мір до обчислення повторних інтегралів. Також термін теорема Фубіні використовуються для різних теорем математичного аналізу про рівність подвійних і повторних інтегралів, які по-суті є частковими випадками загальних тверджень.
Теореми названі на честь італійських математиків Гвідо Фубіні і Леоніда Тонеллі.

## Формулювання

### Теорема Фубіні
Нехай {\displaystyle (X,\;{\mathcal {F}}_{1},\;\mu _{1}),\;(Y,\;{\mathcal {F}}_{2},\;\mu _{2})} — два простори з сигма-скінченною мірою, а {\displaystyle (X\times Y,\;{\mathcal {F}}_{1}\otimes {\mathcal {F}}_{2},\;\mu _{1}\otimes \mu _{2})} — їх добуток мір. Нехай функція {\displaystyle f\colon X\times Y\to \mathbb {R} } інтегровна щодо міри {\displaystyle \mu _{1}\otimes \mu _{2}}, тобто вимірна і також {\displaystyle \int _{X\times Y}|f(x,y)|\,{\text{d}}(x,y)<\infty }. Тоді
- функція {\displaystyle x\to \int \limits _{Y}f(x,\;y)\,{\text{d}}y} визначена майже скрізь і інтегровна щодо {\displaystyle \mu _{1}};
- функція {\displaystyle y\to \int \limits _{X}f(x,\;y)\,{\text{d}}x} визначена майже скрізь і інтегровна щодо {\displaystyle \mu _{2}};
- і також виконуються рівності

{\displaystyle \int _{X}\left(\int _{Y}f(x,y)\,{\text{d}}y\right)\,{\text{d}}x=\int _{Y}\left(\int _{X}f(x,y)\,{\text{d}}x\right)\,{\text{d}}y=\int _{X\times Y}f(x,y)\,{\text{d}}(x,y).}

### Теорема Тонеллі
Нехай у тих же припущеннях щодо просторів з мірою, що і вище функція {\displaystyle f:X\times Y\rightarrow [0,+\infty ]} є вимірною і невід'ємною. Тоді
- функція {\displaystyle x\to \int \limits _{X_{2}}f(x,\;y)\,{\text{d}}y} визначена і інтегровна щодо {\displaystyle \mu _{1}};
- функція {\displaystyle x\to \int \limits _{X_{1}}f(x,\;y)\,{\text{d}}x} визначена і інтегровна щодо {\displaystyle \mu _{2}};
- і також виконуються рівності

{\displaystyle \int _{X}\left(\int _{Y}f(x,y)\,{\text{d}}y\right)\,{\text{d}}x=\int _{Y}\left(\int _{X}f(x,y)\,{\text{d}}x\right)\,{\text{d}}y=\int _{X\times Y}f(x,y)\,{\text{d}}(x,y).}

### Теорема Тонеллі— Фубіні
Об'єднуючи результати двох попередніх теорем можна також отримати ще один пов'язаний результат.
Нехай у тих же припущеннях щодо просторів з мірою, що і вище функція {\displaystyle f:X\times Y\to \mathbb {R} } є вимірною і якийсь з інтегралів
{\displaystyle \int _{X}\left(\int _{Y}|f(x,y)|\,{\text{d}}y\right)\,{\text{d}}x}
{\displaystyle \int _{Y}\left(\int _{X}|f(x,y)|\,{\text{d}}x\right)\,{\text{d}}y}
{\displaystyle \int _{X\times Y}|f(x,y)|\,{\text{d}}(x,y)}
є скінченним.
Тоді
{\displaystyle \int _{X}\left(\int _{Y}f(x,y)\,{\text{d}}y\right)\,{\text{d}}x=\int _{Y}\left(\int _{X}f(x,y)\,{\text{d}}x\right)\,{\text{d}}y=\int _{X\times Y}f(x,y)\,{\text{d}}(x,y).}

### Формулювання в теорії ймовірностей
В термінах теорії ймовірностей твердження теореми Фубіні можна подати так.
Нехай {\displaystyle (\Omega _{i},\;{\mathcal {F}}_{i},\;\mathbb {P} _{i}),\;i=1,\;2} — ймовірнісні простори, і {\displaystyle X\colon \Omega _{1}\times \Omega _{2}\to \mathbb {R} } — випадкова величина на {\displaystyle (\Omega _{1}\times \Omega _{2},\;{\mathcal {F}}_{1}\otimes {\mathcal {F}}_{2},\;\mathbb {P} _{1}\otimes \mathbb {P} _{2})}. Тоді
{\displaystyle \mathbb {E} _{\mathbb {P} _{1}\otimes \mathbb {P} _{2}}[X]=\mathbb {E} _{\mathbb {P} _{1}}\left[\mathbb {E} _{\mathbb {P} _{2}}[X]\right]=\mathbb {E} _{\mathbb {P} _{2}}\left[\mathbb {E} _{\mathbb {P} _{1}}[X]\right],}
де індекс позначає ймовірнісну міру, щодо якої береться математичне очікування.

## Доведення теореми Фубіні
Нижче наведено доведення рівності  {\displaystyle \int _{X}\left(\int _{Y}f(x,y)\,{\text{d}}y\right)\,{\text{d}}x=\int _{X\times Y}f(x,y)\,{\text{d}}(x,y)} та існування першого інтегралу. Рівність для іншого повторного інтеграла і відповідно рівність між самими повторними інтегралами доводиться аналогічно.
Розглянемо спочатку випадок невід'ємної вимірної функції f визначеної на {\displaystyle (X\times Y,\;{\mathcal {F}}_{1}\otimes {\mathcal {F}}_{2},\;\mu _{1}\otimes \mu _{2})}. Для множини {\displaystyle E\subset X\times Y} проста функція {\displaystyle \mathbf {1} _{E}} задовольняє рівність:
{\displaystyle (\mathbf {1} _{E})_{x}=\mathbf {1} _{E_{x}},\;\forall x\in X,}
де {\displaystyle E_{x}=\{y\in Y\mid (x,\;y)\in E)\}} — перетин {\displaystyle E} вздовж {\displaystyle x\in Y}, а для довільної функції g визначеної на {\displaystyle X\times Y} позначення {\displaystyle (g)_{x},x\in X} позначає функцію-переріз визначену на Y, як {\displaystyle (g)_{x}(y)=g(x,y),\;\forall y\in Y.}
З означень інтегралів, характеристичних функцій, добутків мір, а також попередньої рівності отримуємо:
{\displaystyle \int _{X\times Y}\mathbf {1} _{E}\,{\text{d}}(x,y)=\mu _{1}\otimes \mu _{2}(E)=\int \limits _{X}\mu _{2}(E_{x})\,{\text{d}}x=\int _{X}\left(\int _{Y}\mathbf {1} _{E_{x}}\,{\text{d}}y\right)\,{\text{d}}x.}
Це разом із лінійністю інтегралів доводить твердження для простих невід'ємних вимірних функцій.
Для довільної невід'ємної вимірної функції f існує послідовність {\displaystyle (f_{n})_{n\in \mathbb {N} }} неспадних простих вимірних функцій, що поточково збігаються до  f. Для довільного {\displaystyle x\in X}
послідовність {\displaystyle (f_{x})_{n}} є неспадною послідовністю простих вимірних функцій, що поточково сходяться до функції {\displaystyle f_{x}.} Згідно теореми Леві про монотонну збіжність:
{\displaystyle \lim _{n\to \infty }\int _{X\times Y}f_{n}(x,y)\,{\text{d}}(x,y)=\int _{X\times Y}f(x,y)\,{\text{d}}(x,y)<\infty ,}
Також зважаючи, що функції {\displaystyle (f_{n})_{n\in \mathbb {N} }} — прості, то з попереднього
{\displaystyle \int _{X\times Y}f_{n}(x,y)\,{\text{d}}(x,y)=\int _{X}\left(\int _{Y}(f_{x})_{n}(y)\,{\text{d}}y\right)\,{\text{d}}x.}
Послідовність функцій {\displaystyle x\to \int _{Y}(f_{x})_{n}(y)\,{\text{d}}y} є неспадною послідовністю невід'ємних  {\displaystyle {\mathcal {F}}_{1}}- вимірних функцій і згідно теореми Леві про монотонну збіжність їх поточкова границя рівна {\displaystyle \int _{Y}f_{x}(y)\,{\text{d}}y} і теж є {\displaystyle {\mathcal {F}}_{1}}- вимірною функцією. Зважаючи на ці властивості за допомогою повторного застосування теореми Леві про монотонну збіжність отримуємо рівність:
{\displaystyle \lim _{n\to \infty }\int _{X}\left(\int _{Y}(f_{x})_{n}(y)\,{\text{d}}y\right)\,{\text{d}}x=\int _{X}\left(\int _{Y}f_{x}(y)\,{\text{d}}y\right)\,{\text{d}}x,}
яка завершує доведення для випадку невід'ємної вимірної функції f. Внутрішній інтеграл є скінченним майже скрізь оскільки в іншому випадку загальний вираз не міг би бути скінченним.
Для довільної вимірної функції f, що задовольняє умови теореми її можна записати як {\displaystyle f=f_{+}-f_{-},} де {\displaystyle f_{+},f_{-}} — невід'ємні вимірні функції для яких також {\displaystyle \int _{X\times Y}f_{+}\,{\text{d}}(x,y)<\infty } і  {\displaystyle \int _{X\times Y}f_{-}\,{\text{d}}(x,y)<\infty .}
Справедливість теореми Фубіні для загального випадку є таким чином наслідком теореми для випадку невід'ємних функцій і лінійності інтегралів.

## Математичний аналіз
Теормін теорема Фубіні часто використовується в математичному аналізі для тверджень про рівність між двовимірними і повторними інтегралами, хоча ці результати були відомі задовго до Фубіні і Тонеллі.
У найпростішому випадку твердження можна подати так.
Нехай {\displaystyle f\colon D=[a,\;b]\times [c,\;d]\to \mathbb {R} } — функція двох дійсних змінних, інтегровна за Ріманом на прямокутнику {\displaystyle [a,\;b]\times [c,\;d]}, тобто {\displaystyle f\in \mathbb {R} (D)}. Тоді
{\displaystyle \iint \limits _{D}f(x,\;y)\,dx\,dy=\int \limits _{a}^{b}\left[\int \limits _{c}^{d}f(x,\;y)\,dy\right]\,dx=\int \limits _{c}^{d}\left[\int \limits _{a}^{b}f(x,\;y)\,dx\right]\,dy,}
де інтеграл у лівій стороні двовимірний, а інші повторні одновимірні.

### Доведення
Будь-яке розбиття {\displaystyle \lambda } множини {\displaystyle [a,\;b]\times [c,\;d]} отримується деякими розбиттями {\displaystyle \lambda _{x}} відрізка {\displaystyle X=[a,\;b]} і {\displaystyle \lambda _{y}} відрізка {\displaystyle [c,\;d]}, при цьому площа кожного прямокутника {\displaystyle X_{i}\times Y_{j}} визначається як {\displaystyle V\left(X_{i}\times Y_{j}\right)=\left|X_{i}\right|\cdot \left|Y_{j}\right|}, де {\displaystyle X_{i},Y_{j}} ? деякі відрізки розбиттів.
Тоді можна дати оцінку для інтеграла
{\displaystyle \int \limits _{X}dx\left[\int \limits _{Y}f\left(x,y\right)\,dy\right]\quad (*)}
і нижніх і верхніх інтегральних сум функції {\displaystyle {\mathcal {L}}\left(f,\lambda \right)} и {\displaystyle {\mathcal {U}}\left(f,\lambda \right)}: 

{\displaystyle {\mathcal {L}}\left(f,\lambda \right)=\sum \limits _{i,j}\inf \limits _{x\in X_{i},y\in Y_{j}}f\left(x,y\right)V\left(X_{i}\times Y_{j}\right)\leq \sum \limits _{i}\inf \limits _{x\in X_{i}}\left(\sum \limits _{i}\inf \limits _{y\in Y_{j}}f\left(x,y\right)\left|Y_{j}\right|\right)\left|X_{i}\right|} 

{\displaystyle \sum \limits _{i}\inf \left(\int \limits _{Y}f\left(x,y\right)\,dy\right)\left|X_{i}\right|\leq \int \limits _{X}\,dx\int \limits _{Y}f\left(x,\;y\right)\,dy\leq \sum \limits _{i}\sup \left(\int \limits _{Y}f\left(x,y\right)\,dy\right)\left|X_{i}\right|} 

{\displaystyle {\mathcal {U}}\left(f,\lambda \right)=\sum \limits _{i,j}\sup \limits _{x\in X_{i},y\in Y_{j}}f\left(x,y\right)V\left(X_{i}\times Y_{j}\right)\geq \sum \limits _{i}\sup \limits _{x\in X_{i}}\left(\sum \limits _{i}\sup \limits _{y\in Y_{j}}f\left(x,y\right)\left|Y_{j}\right|\right)\left|X_{i}\right|} 

При інтегровності {\displaystyle f} на {\displaystyle X\times Y}, тобто рівності {\displaystyle \sup \limits _{\lambda }\,{\mathcal {L}}\left(f,\lambda \right)=\inf \limits _{\lambda }\,{\mathcal {U}}\left(f,\lambda \right)} інтеграл {\displaystyle (*)}
також існує і має таке ж значення, як і
{\displaystyle \iint \limits _{X\times Y}f(x,\;y)\,dx\,dy.}

## Приклади необхідності умов теореми

### Функції з нескінченним інтегралом
Розглянемо функцію {\displaystyle \int _{[0,1]^{2}}{\frac {x^{2}-y^{2}}{(x^{2}+y^{2})^{2}}}~\mathrm {d} (x,y).} Для неї не виконується вимога скінченності інтегралу:
{\displaystyle \int _{[0,1]^{2}}\left|{\frac {x^{2}-y^{2}}{(x^{2}+y^{2})^{2}}}\right|\mathrm {d} (x,y)=+\infty .}
Твердження теореми Фубіні для цієї функції не буде справедливим оскільки:
{\displaystyle \int _{0}^{1}\left[\int _{0}^{1}{\frac {x^{2}-y^{2}}{(x^{2}+y^{2})^{2}}}~\mathrm {d} y\right]\mathrm {d} x={\frac {\pi }{4}}}
але
{\displaystyle \int _{0}^{1}\left[\int _{0}^{1}{\frac {x^{2}-y^{2}}{(x^{2}+y^{2})^{2}}}~\mathrm {d} x\right]\mathrm {d} y=-{\frac {\pi }{4}}.}

### Добуток не сигма-скінченних мір
Розглянемо добуток двох множин {\displaystyle I=[0,1]}.На першій задамо звичайну міру Лебега {\displaystyle \lambda ,} а на іншій — лічильну міру {\displaystyle m} на алгебрі всіх підмножин інтервалу. Лічильна міра не є сигма-скінченною.
Якщо позначити {\displaystyle \scriptstyle \Delta =\{(x,x)\mid x\in [0,1]\}\subset I^{2}} — діагональ, то характеристична функція 1Δ є вимірною.
Для повторних інтегралів маємо :
{\displaystyle \int _{I}\left[\int _{I}{\mathbf {1} }_{\Delta }(x,y)~\mathrm {d} y\right]~\mathrm {d} x=\int _{I}\left[\int _{I}{\mathbf {1} }_{\{x\}}(y)~\mathrm {d} y\right]~\mathrm {d} x=\int _{I}m(\{x\})~\mathrm {d} x=\lambda (I)=1} і :{\displaystyle \int _{I}\left[\int _{I}{\mathbf {1} }_{\Delta }(x,y)~\mathrm {d} x\right]~\mathrm {d} y=\int _{I}\left[\int _{I}{\mathbf {1} }_{\{y\}}(x)~\mathrm {d} x\right]~\mathrm {d} y=\int _{I}\lambda (\{y\})~\mathrm {d} y=\int _{I}0~\mathrm {d} y=0.}
Дані інтеграли відрізняються оскільки один з вимірних просторів не є сигма-скінченним.